# Primeira Cruz
Primeira Cruz is een gemeente in de Braziliaanse deelstaat Maranhão. De gemeente telt 12.493 inwoners (schatting 2009).